# Cnemidaria decurrens
Cnemidaria decurrens là một loài thực vật có mạch trong họ Cyatheaceae. Loài này được (Liebm.) R.M. Tryon mô tả khoa học đầu tiên năm 1970.